# Hedrums kommun
Hedrums kommun (norska: Hedrum kommune) var en kommun i Vestfold fylke i sydöstra Norge. Kommunen omfattade den mellersta delen av nuvarande Larviks kommun (ett område norr om staden Larvik). Orten Nanset utgjorde kommunens centralort.

## Administrativ historik
Hedrums kommun upprättades den 1 januari 1838 (som Hedrum formannskapsdistrikt) när Formannskapslovene från 1837 trädde i kraft.
Mellan 1855 och 1987 genomfördes ett antal gränsregleringar med grannkommuner:
- 1 januari 1855: bebott område (100 invånare) till Larviks kommun (möjligtvis var det från Brunlanes kommun?)
- 1 januari 1875: bebott område (46 invånare) till Larviks kommun
- 1 januari 1878: bebott område (61 invånare) till Andebu kommun
- 1 januari 1891: bebott område (11 invånare) från Tjøllings kommun
- 1937: bebott område (69 invånare) till Larviks kommun
- 1948: bebott område (296 invånare) till Larviks kommun
- 1 januari 1964: bebott område (Bakke krets med 75 invånare) till Porsgrunns kommun
- 1 januari 1964: bebott område (16 invånare) till Siljans kommun
- 1 januari 1968: obebott område (fastigheten Svartangen) från Siljans kommun
- 1 januari 1974: obebott område (fastigheten Tagtvedt) till Larviks kommun
- 1 januari 1983: obebott område (Berganområdet) till Lardals kommun
- 1 januari 1986: obebott område (del av fastigheten Åsveien 3) till Larviks kommun
- 9 januari 1987: obebott område (gnr. 116 bnr. 1 och 2) till Lardals kommun

Den 1 januari 1988 gick Hedrums kommun upp i Larviks kommun. Kommunens hade då 10 449 invånare.

## Kommunvapen
Blasonering: På grønn bunn en sølv skråbjelke dannet ved bølgesnitt.
(I grönt fält en genom vågskura bildad balk av silver.)
Kommunvapnet godkändes genom kunglig resolution den 18 november 1966. Motivet är en illustration av kommunens topografi; ett jord- och skogsbruksområde på båda sidor av det breda vattendraget Numedalslågen.

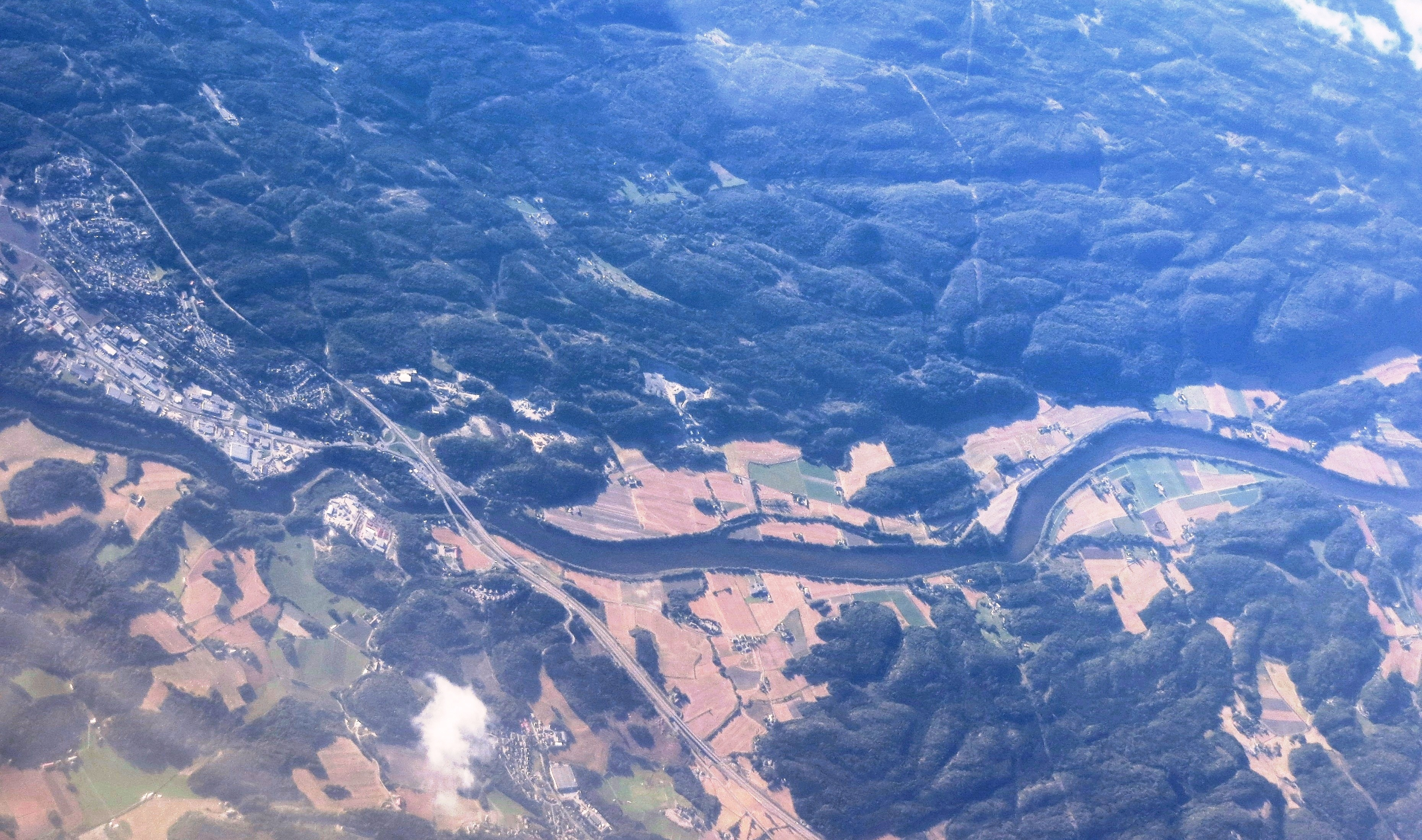
Vattendraget Numedalslågen och det omkringliggande gröna landskapet är vad kommunvapnets motiv syftar till att illustrera.